# 運動公園駅 (群馬県)
運動公園駅（うんどうこうえんえき）は、群馬県桐生市相生町三丁目にあるわたらせ渓谷鐵道わたらせ渓谷線の駅である。駅番号はWK04。

## 歴史
- 1989年（平成元年）3月29日：JR東日本足尾線（現・わたらせ渓谷線）のわたらせ渓谷鐵道への移管と同時に開業[2][注釈 1]。

## 駅構造

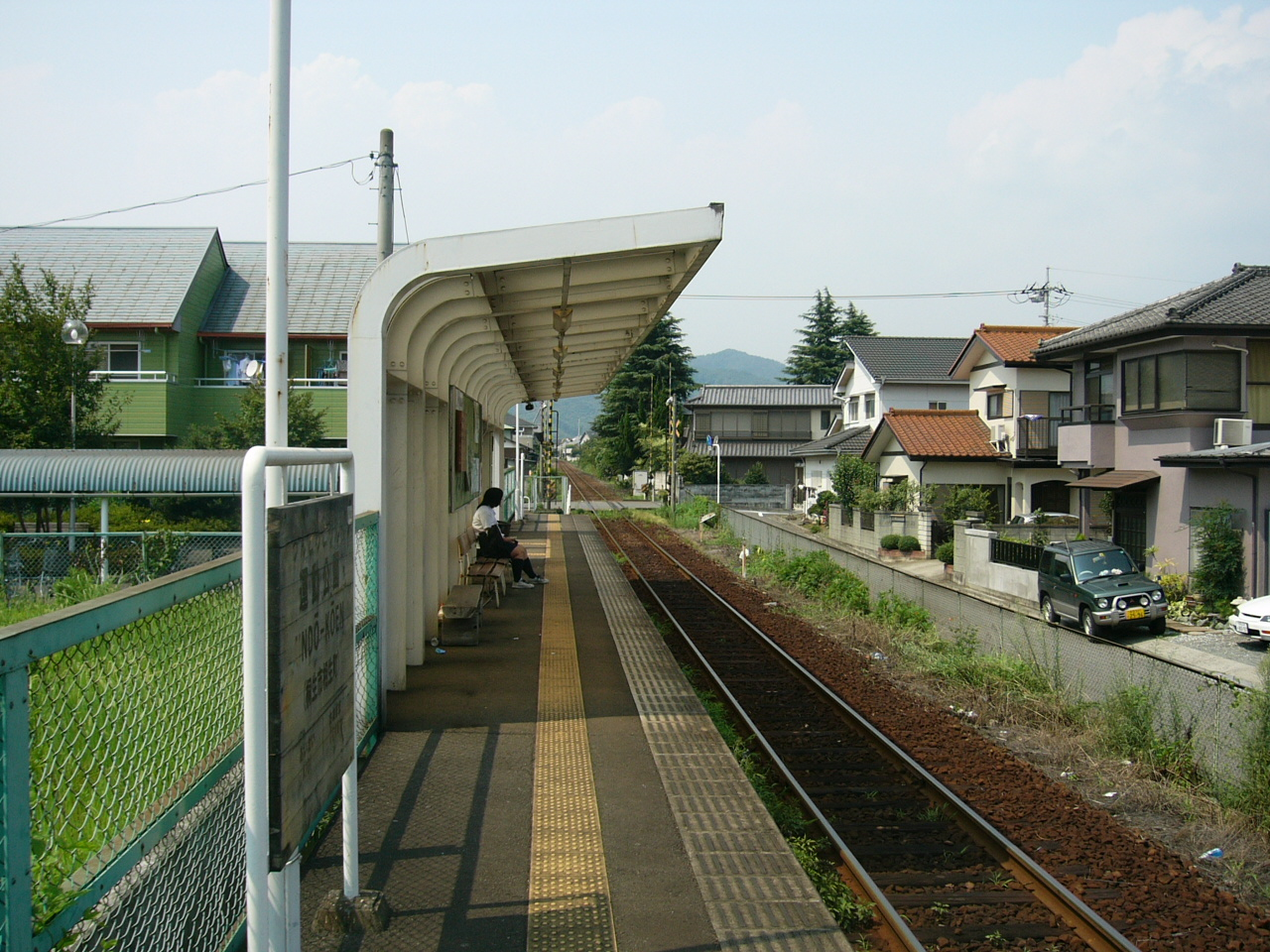
ホーム

単式ホーム1面1線を有する地上駅。無人駅である。

## 利用状況
出典はいずれも桐生市統計書より。
| 乗降人員推移 | 乗降人員推移 |
| 年度         | 1日平均人数  |
| ------------ | ------------ |
| 2009年       | 67           |
| 2010年       | 83           |
| 2011年       | 85           |
| 2012年       | 81           |
| 2013年       | 82           |
| 2014年       | 89           |
| 2015年       | 92           |
| 2016年       | 90           |
| 2017年       | 90           |
| 2018年       | 84           |
| 2019年       | 68           |
| 2020年       | 53           |
| 2021年       | 82           |

## 駅周辺

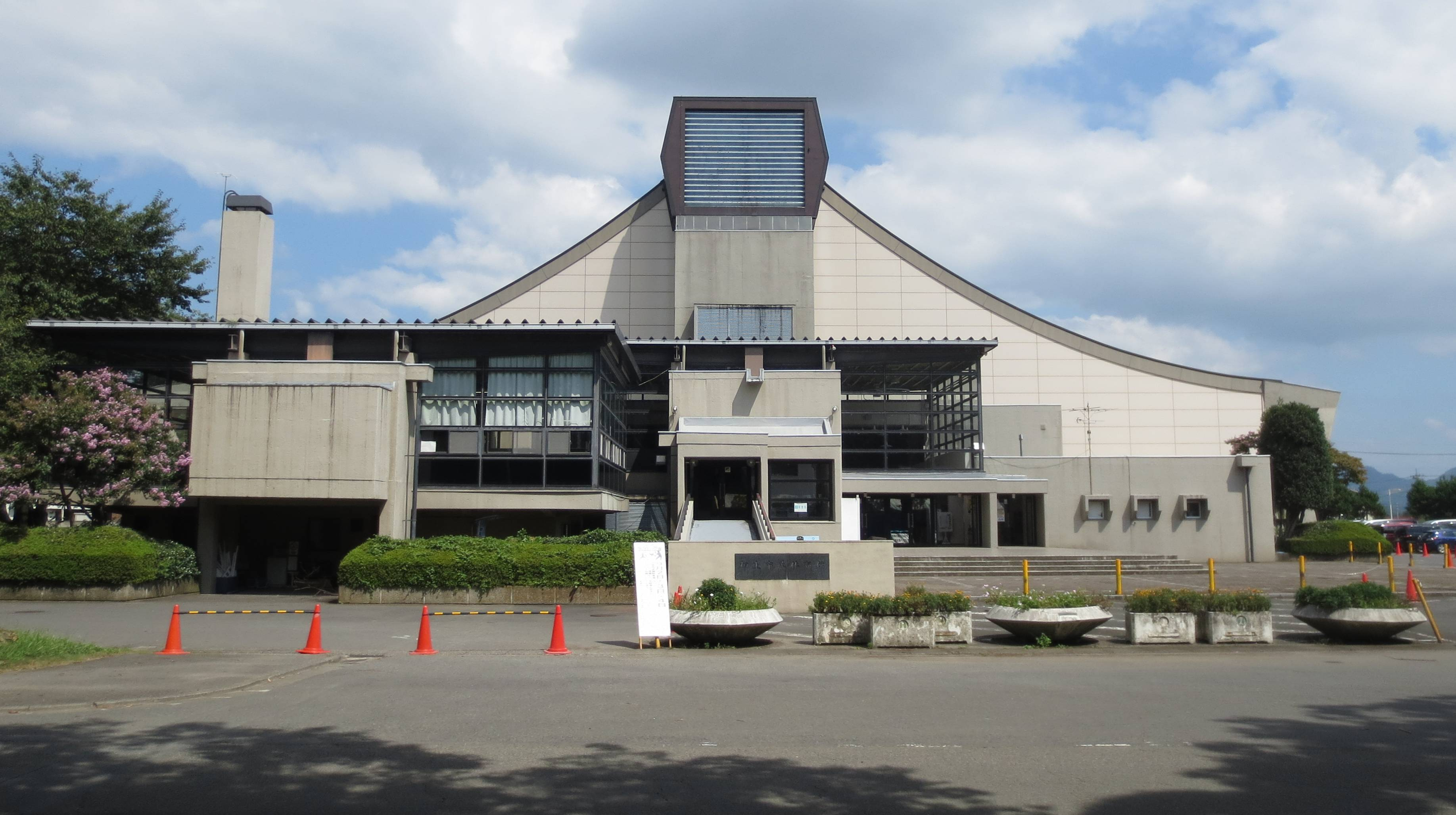
桐生市民体育館

桐生市運動公園の前に位置し、同公園を挟んだ向かい側に上毛電気鉄道上毛線の桐生球場前駅がある。上毛線と当線は直接の乗換駅がないがこの2駅間が最も近い。
- 桐生市運動公園
  - 桐生球場
  - 市民体育館
- 群馬県立桐生西高等学校
- 桐生市立川内南小学校
- 桐生市立川内中学校
- 桐生市営渡良瀬団地
- 国道122号
- 相川橋

## 隣の駅
わたらせ渓谷鐵道
■わたらせ渓谷線
相老駅 （WK03） - 運動公園駅 （WK04） - 大間々駅 （WK05）